# Bartniki (województwo kujawsko-pomorskie)
Bartniki – wieś w Polsce położona w województwie kujawsko-pomorskim, w powiecie brodnickim, w gminie Brodnica.

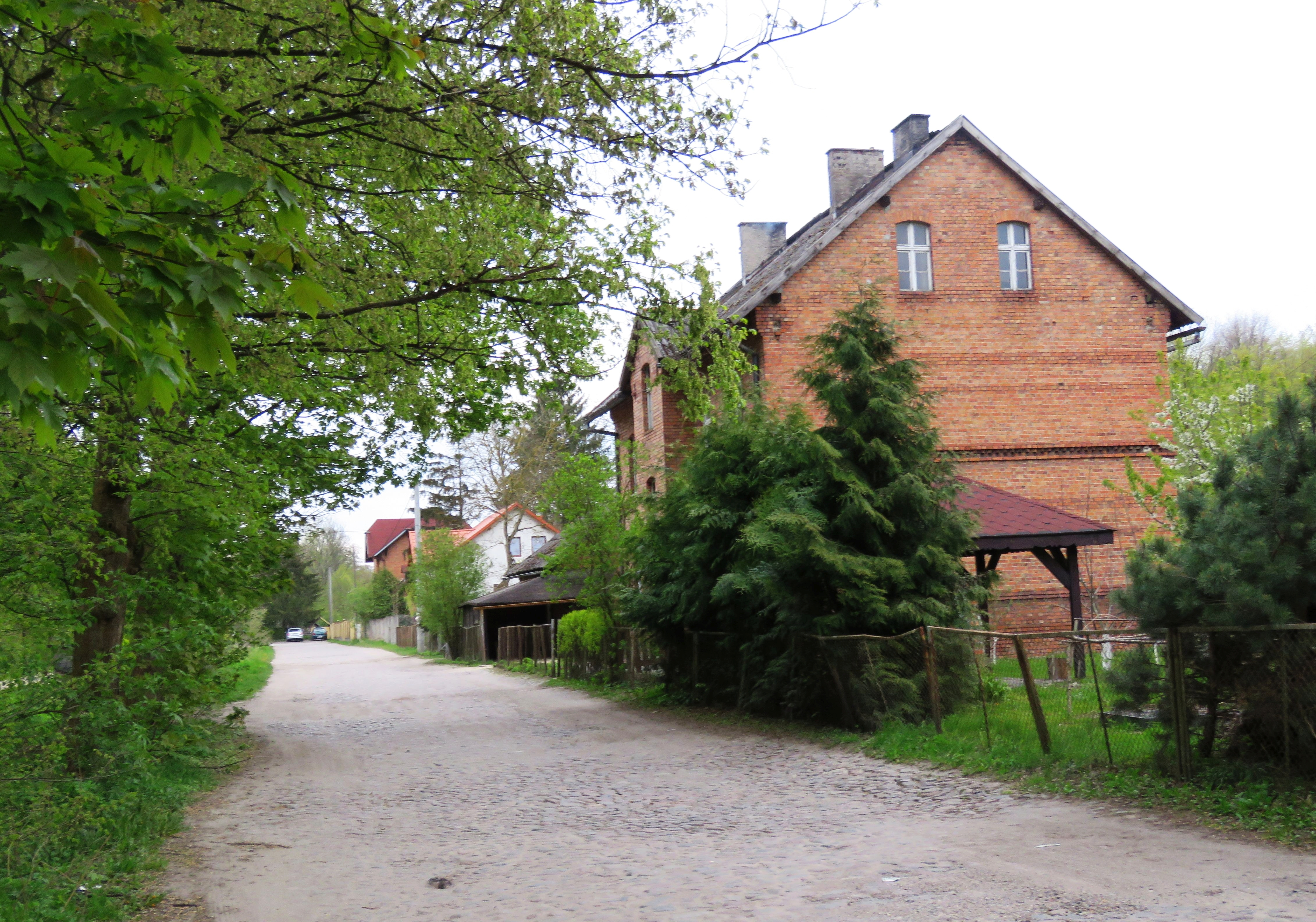
Zabudowania dawnej stacji kolejowej w Bartnikach

W latach 1975–1998 miejscowość położona była w województwie toruńskim.